# Stronda Style
Stronda Style é o primeiro trabalho do grupo musical Bonde da Stronda, gravado entre os anos de 2007 e 2008 no Rio de Janeiro. Foi produzido por Mr. Thug e lançado independente em fevereiro de 2008, contendo 16 faixas e alguns dos grandes sucessos do grupo como "Nossa Química". Esse é o único álbum do grupo que conta com a participação do ex-integrante, MC Night.

## Fundo
Bonde da Stronda inicialmente surgiu como um grupo de amigos que se reuniam para sair e fazer festas. Até que em novembro de 2006, inspirado pela dupla Prexeca Bangers, Leonardo Schulz (Léo Stronda) contatou seu amigo de infância, Diego Villanueva (Mr. Thug), para mostrar a letra de uma música que ele tinha composto em casa chamada "Vida de Playsson" e o chamou para gravar, apenas para mostrar para os amigos. Como não tinham nenhuma experiência ainda no ramo musical, eles começaram com gravações caseiras e usando bases de outras músicas internacionais. Logo com o lançamento independente das canções na internet, ficaram reconhecidos pela grande mídia e se popularizaram entre os jovens com suas músicas politicamente incorretas e com um estilo próprio, abordando temas que falam da realidade de seu dia a dia tendo assuntos como contra o preconceito, mulheres, noitadas, bebidas, namoro, amor e sexo. Com a ajuda de seus amigos, Patrick Lopes (MC Night) e Marcos Vinicius (MC Cot), o Bonde da Stronda estava formado.
Nesse tempo de sua carreira gravaram várias músicas que podem ser encontradas facilmente no YouTube. "Marcos Vinicius" gravou algumas músicas com o grupo entre os anos de 2006 até sua saída por razões desconhecidas em 2007, então não chegou a participar de nenhum álbum. "Patrick Lopes" deixou o grupo no final de 2008, logo após o lançamento de Stronda Style, também por razões desconhecidas.

## Gravação e produção
As músicas do álbum foram compostas principalmente por Mr. Thug com ajuda de Léo Stronda, com exceção das canções "Vida de Playsson", que foi escrita por Léo Stronda, e "Alguém Aqui te Ama" por MC Night. Stronda Style foi produzido independentemente por Mr. Thug e gravado com ele, Léo Stronda e MC Night, entre os anos de 2007 e 2008. Algumas das canções incorporadas no álbum já haviam sido lançados na internet entre 2006 e 2007, porém foram gravadas em uma nova versão para o álbum. A maioria das canções do grupo é denominada como Stronda music, um estilo de hip-hop, com pop e também Surf music.
O single "Nossa Química" foi a música de mais sucesso do álbum, passou de mais de 3 milhões de visualizações em suas primeiras semana na internet e, onde atualmente passa de 13 milhões de acessos no YouTube, foi uma das mais tocadas por várias semanas nas rádios brasileiras. "Nossa Química" já foi regravada várias vezes em diferentes versões, sendo também uma das canções de mais sucesso do grupo. Outros singles lançados foram com as faixas "Cara Metade", "Conversas e Fatos" e "Mar Playsson", que também já foram regravadas em diversas versões. O álbum, Stronda Style, foi lançado em fevereiro de 2008 para download digital, contendo 16 faixas.[carece de fontes?]

## Faixas
Todas as músicas escritas e compostas por Mr. Thug com uma ajuda de Léo Stronda.
| Edição Padrão  |                        |         |  |
| N.º            | Título                 | Duração |  |
| 1.             | "Alguém Aqui te Ama"   | 3:08    |  |
| 2.             | "Cara Metade"          | 5:21    |  |
| 3.             | "Conversas e Fatos"    | 3:34    |  |
| 4.             | "Garota Diferente"     | 3:11    |  |
| 5.             | "Instinto Putão"       | 4:49    |  |
| 6.             | "Malandro Vagabundo"   | 3:36    |  |
| 7.             | "Manual da Stronda"    | 3:27    |  |
| 8.             | "Mar Playsson"         | 5:00    |  |
| 9.             | "Mina Mercenária"      | 3:53    |  |
| 10.            | "Minha Namorada"       | 4:10    |  |
| 11.            | "Nossa Química"        | 3:45    |  |
| 12.            | "Playssonzada na Área" | 3:11    |  |
| 13.            | "Primeira Vista"       | 2:32    |  |
| 14.            | "Stronda Style"        | 3:32    |  |
| 15.            | "Vida de Playsson"     | 2:57    |  |
| 16.            | "Vida de Thug"         | 2:32    |  |
| Duração total: | Duração total:         | 52:26   |  |

## Sobre as músicas
As músicas foram gravadas e produzidas independentemente.[carece de fontes?]
- A música "Cara Metade" e "Conversas e fatos" foram re-gravadas porém não fazem parte de nenhum outro álbum.
- A música "Garota Diferente" e "Mar Playsson" foram regravadas e incorporada no álbum Nova Era da Stronda.
- A música "Nossa Química" foi regravada inúmeras vezes em várias versões, ela foi incorporada no álbum Nova Era da Stronda e no mixtape Corporação. Ela é uma das músicas de mais sucesso do grupo.
- As outras músicas não foram regravadas.

## Créditos
- Mr. Thug: vocal, composição e produção
- Léo Stronda: vocal, composição
- MC Night: vocal